# Cinecittà (métro de Rome)
Pour les articles homonymes, voir Cinecittà (homonymie).
Cinecittà est une station de la ligne A du métro de Rome. Elle est située sur la via Tuscolana, dans le quartier Don Bosco Municipi Roma VII de la ville de Rome. Elle dessert notamment Cinecittà.

## Situation sur le réseau
Établie en souterrain, la station Cinecittà de la ligne A du métro de Rome, est située entre les stations Subaugusta en direction de Battistini, et Anagnina le terminus de la ligne.

## Histoire
La station Cinecittà est mise en service le 19 février 1980, lors de l'ouverture de l'exploitation de la première section, de la ligne A, depuis la station Ottaviano - San Pietro - Musei Vaticani. Elle devient une station de passage le 11 juin de la même année, lors de l'ouverture du prolongement jusqu'à la station terminus d'Anagnina.

## Services aux voyageurs

### Accès et accueil
La station dispose de deux bouches de chaque côté de la Via Tuscolana.

### Desserte
Cinecittà est desservie par les rames de la ligne A (orange) qui circulent entre les terminus Battistini et Anagnina. Quotidiennement le premier départ des terminus est à 5 h 30 et le dernier à 21 h 30, la nuit du samedi au dimanche le dernier départ est à 1 h 30

### Intermodalité
Sur la Via Tuscolana il y a deux arrêts de bus, desservi par les lignes 502, 520, 789, C11, NmA et T20.
À proximité se situe une entrée de Cinecittà.